# Goldfield, Nevada
Goldfield, Nevada là một cộng đồng dân cư thuộc quận lỵ quận Esmeralda thuộc tiểu bang Nevada, Hoa Kỳ. Theo điều tra dân số của Cục điều tra dân số Hoa Kỳ năm 2000, cộng đồng có dân số 440 người.

## Nhân khẩu
Sự suy giảm liên tục trong suốt thế kỷ 20 và, bởi năm 1950, Goldfield có dân số chỉ có 275.
Các điều tra dân số 2000 cho thấy có 440 người, 221 hộ gia đình, và 118 gia đình sống trong Tổng điều tra Goldfield Quận đoàn. Các trang điểm chủng tộc của CCD là 93,2% Trắng, 0,2% da đen hay Mỹ gốc Phi, 2,0% người Mỹ bản xứ, Thái Bình Dương 0,2%, 1,4% từ các chủng tộc khác, và 3,0% từ hai hoặc nhiều chủng tộc. 5,2% dân số là người Hispanic hay Latino thuộc một chủng tộc nào.

## Khí hậu
| Dữ liệu khí hậu của Goldfield           | Dữ liệu khí hậu của Goldfield | Dữ liệu khí hậu của Goldfield | Dữ liệu khí hậu của Goldfield | Dữ liệu khí hậu của Goldfield | Dữ liệu khí hậu của Goldfield | Dữ liệu khí hậu của Goldfield | Dữ liệu khí hậu của Goldfield | Dữ liệu khí hậu của Goldfield | Dữ liệu khí hậu của Goldfield | Dữ liệu khí hậu của Goldfield | Dữ liệu khí hậu của Goldfield | Dữ liệu khí hậu của Goldfield | Dữ liệu khí hậu của Goldfield |
| Tháng                                   | 1                             | 2                             | 3                             | 4                             | 5                             | 6                             | 7                             | 8                             | 9                             | 10                            | 11                            | 12                            | Năm                           |
| --------------------------------------- | ----------------------------- | ----------------------------- | ----------------------------- | ----------------------------- | ----------------------------- | ----------------------------- | ----------------------------- | ----------------------------- | ----------------------------- | ----------------------------- | ----------------------------- | ----------------------------- | ----------------------------- |
| Trung bình ngày tối đa °F (°C)          | 42 (6)                        | 47 (8)                        | 53 (12)                       | 61 (16)                       | 70 (21)                       | 81 (27)                       | 88 (31)                       | 86 (30)                       | 78 (26)                       | 66 (19)                       | 51 (11)                       | 43 (6)                        | 64 (18)                       |
| Trung bình ngày °F (°C)                 | 32 (0)                        | 36 (2)                        | 41 (5)                        | 48 (9)                        | 57 (14)                       | 67 (19)                       | 74 (23)                       | 72 (22)                       | 64 (18)                       | 53 (12)                       | 40 (4)                        | 32 (0)                        | 51 (11)                       |
| Tối thiểu trung bình ngày °F (°C)       | 21 (−6)                       | 25 (−4)                       | 30 (−1)                       | 35 (2)                        | 43 (6)                        | 52 (11)                       | 59 (15)                       | 58 (14)                       | 50 (10)                       | 39 (4)                        | 29 (−2)                       | 21 (−6)                       | 39 (4)                        |
| Lượng Giáng thủy trung bình inches (mm) | 0.66 (17)                     | 0.83 (21)                     | 0.89 (23)                     | 0.52 (13)                     | 0.71 (18)                     | 0.41 (10)                     | 0.43 (11)                     | 0.67 (17)                     | 0.53 (13)                     | 0.53 (13)                     | 0.29 (7.4)                    | 0.27 (6.9)                    | 6.74 (171)                    |
| Nguồn: Weather Channel                  |                               |                               |                               |                               |                               |                               |                               |                               |                               |                               |                               |                               |                               |